# Alexie Slav

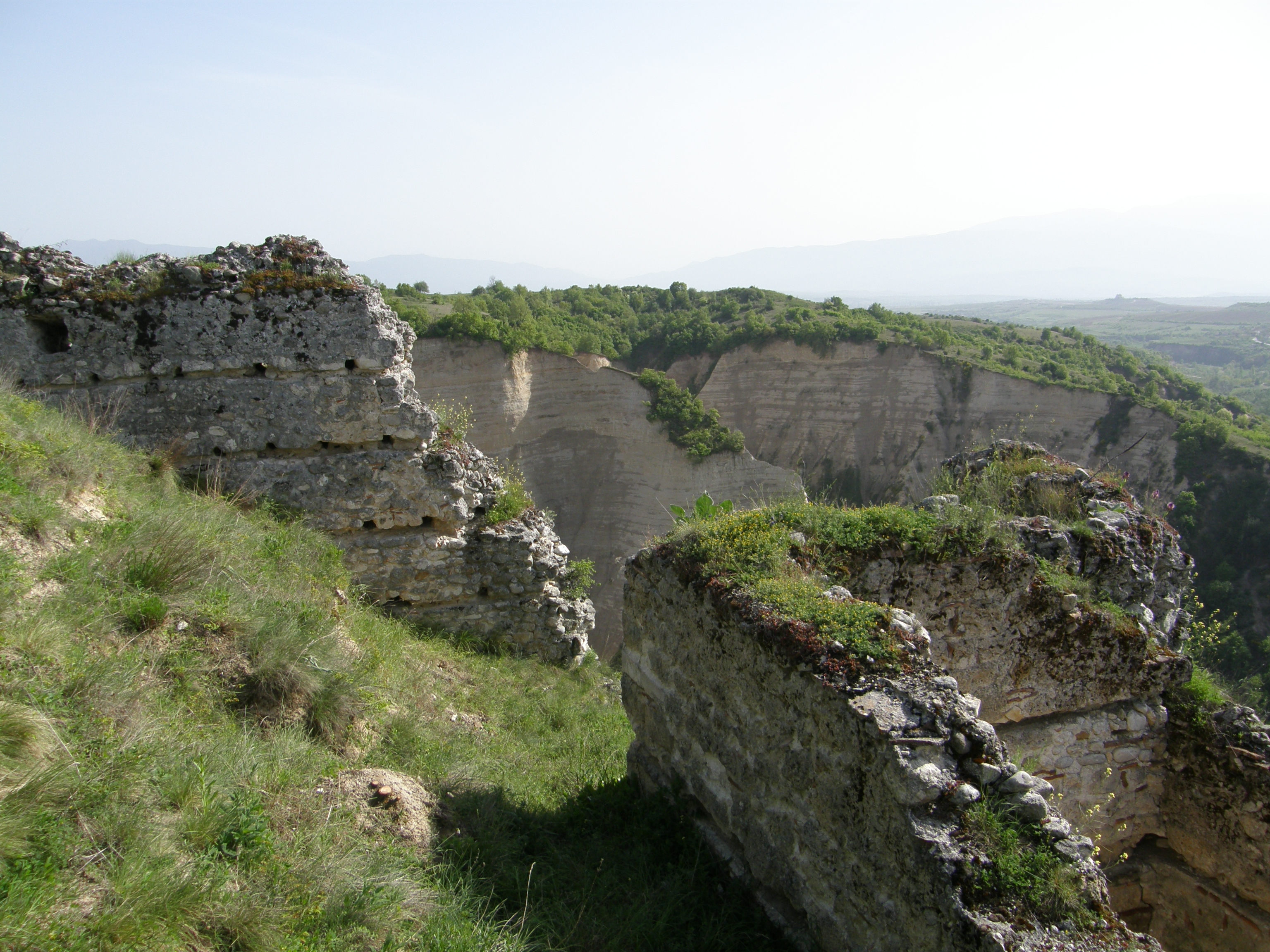
Cetatea lui Alexius Slav, lângă Melnik

Alexie Slav sau Alexius Slav (în bulgară Алексий Слав, în greacă Ἀλέξιος Σθλαῦος; fl. 1208–28) a fost un nobil din Țaratul Vlaho-Bulgar (vlah), membru al dinastiei româno-bulgare a Asăneștilor, nepotul primilor trei frați Asan, Petru al IV-lea, Ioan Asan I și Ioniță Caloian. A fost probabil mai întâi guvernatorul Vlahiei din Rodopi din Țaratul Vlaho-Bulgar, apoi un autocrat al acestor meleaguri.

## Biografie
Alexie a fost menționat pentru prima dată ca unul dintre nobilii care a disputat ascensiunea țarului Borilă pe tronul bulgar. El a căsătorit-o pe fiica sa cu împăratul latin Henric I de Hainaut în noiembrie 1208, când a părăsit Veliko Tărnovo și s-a stabilit ca un conducător independent în cea mai mare parte a regiunii (Vlahiei) din jurul Munților Rodopi. Alexie Slav a ajuns vasal al lui Henric după înfrângerea bulgară din apropiere de Plovdiv. Henric a promis că îi va susține aspirațiile la tronul bulgar și i-a acordat lui Alexie Slav titlul de despot. 
În 1211, el a luptat împotriva lui Borilă împreună cu Despotatul Epirului, mărind teritoriul statului său și cucerit cetatea Melnik, unde și-a mutat capitala de la Țepina (în bulgară Цепина) în 1215 și a devenit autocrat. În Melnik, Alexie Slav a avut o curte regală proprie; curtea era formată din bulgari, precum și din franci (un sebastos al francilor a fost menționat într-un singur epigraf contemporan). Despre despotul Alexie Slav se știe, de asemenea, că a emis un hrisov prin care a donat o posesie feudală Mănăstirii Maicii Domnului Speliotissa din apropiere, în anul 1220. În acest document, Alexie Slav a numit mănăstirea ca fiind a despotului și a țarului, sugerând încrederea și puterea sa. 
Statul său a devenit din nou o parte a Imperiului Bulgar, după Bătălia de la Klokotnița din 9 martie 1230; după decembrie 1228, numele său nu mai era menționat în sursele istorice. Unii savanți îl leagă de stolnicul Slav dintr-o inscripție de mai târziu dezgropată în Tarnovo, dar această identificare nu este de încredere conform istoricului Ivan Bojilov. 
Alexie Slav a fost căsătorit de două ori: mai întâi cu o fiică nelegitimă necunoscută a lui Henric de Flandra și apoi, după moartea ei, cu fiica lui Petraliphas, cumnatul domnitorului Epirului (și după 1225 împărat al Tesalonicului) Teodor Comnen Dukas (probabil cu fiica sebastocratorului Ioannis Petralifhas - Ἰωάννης Πετραλίφας, guvernator bizantin al Tesaliei și Macedoniei la sfârșitul secolului al XII-lea - începutul secolului al XIII-lea, cu toate că sursele istorice nu oferă informații despre vreo descendență). 

## Onoruri
Punctul Slav (în bulgară нос Слав) de pe coasta Oscar II din  Graham Land, Antarctica este numit după Alexie Slav.